# Waleed Al-Jasem
Waleed Al-Jasem (18. listopadu 1959, Kuvajt – 26. května 2025, Paříž) byl kuvajtský fotbalový obránce. 

## Fotbalová kariéra
Byl členem kuvajtské reprezentace na Mistrovství světa ve fotbale 1982, nastoupil ve všech třech utkáních. Za reprezentaci Kuvajtu nastoupil v letech 1979–1989 ve 44 utkáních. Na klubové úrovni hrál za kuvajtský tým Kuwait SC, se kterým získal v roce 1979 mistrovský titul a v letech 1978, 1980, 1985, 1987 a 1988 pohár. Byl členem reprezentace Kuvajtu na LOH 1980, nastoupil ve 4 utkáních.